# Масонство в Азии
Эта статья является общим обзором по истории масонских организаций в странах Азии.

## Армения
Великая ложа Армении была создана в 2002 году представителями Великой ложи округа Колумбия, Великой национальной ложи Франции и Великой ложи России. Великая ложа Армении имеет взаимное признание с Объединенной великой ложей Англии.
В 2017 году в Ереване был основан Великий восток Армении. Изначально в него вошло около 200 масонов из разных стран мира.

## Израиль
Великая ложа государства Израиль была создана в 1953 году. В состав ВЛГИ входит 56 лож, численностью около 2000 масонов. ВЛГИ имеет взаимное признание с ОВЛА. Кроме того, в Израиле есть 2 ложи Великой ложи Франции, 1 ложа Великого востока Франции и 1 ложа Droit Humain.

## Индия
Масонство принесли в Индию англичане, колонизировавшие её с 1730 годов. На протяжении колониальной эпохи братство в Индии находилось под юрисдикцией ОВЛА. Независимая Великая ложа Индии была основана в 1961 году. На начало 2015 года численность Великой ложи Индии составляет 22 500 масонов, объединённых в 370 лож. ВЛИ имеет взаимное признание с ОВЛА.

## Иран
Великая ложа Ирана была учреждена в 1969 году в Тегеране и существовала до Исламской революции 1979 года. В ней состояли многие политические деятели, включая бывшего премьер-министра Джафара Шариф-Эмами, который был её великим мастером. Под юрисдикцией Великой ложи Ирана находились 43 ложи, в которых состояло около 1000 вольных каменщиков. После Исламской революции масонство в Иране было запрещено. Сейчас существует «Великая ложа Ирана в изгнании». Она была учреждена в Лос-Анджелесе, однако её главный храм находится в Бостоне (штат Массачусетс), где местная великая ложа разрешила ей проводить работы с 1985 года.

## Китай
Масонство в Китайской Народной Республике запрещено Коммунистической партией Китая. Великая ложа Китая (Тайвань) была основана в 1949 году, в неё входят 10 лож с общей численностью в 750 масонов. ВЛК также имеет взаимное признание с ОВЛА.

## Корея
В конце 1907 начале 1908 годов вольные каменщики, проживавшие в Корее, предприняли попытки создать первую масонскую ложу на полуострове. Патент на проведение работ был выдан Великой ложей Шотландии 5 ноября 1908 года. Ложа получила название «Ханянг» по аналогии с одним из старейших названий столицы. Изначально вольными каменщиками в Корее были торговцы, горняки, миссионеры. Кроме ложи «Ханянг» на корейском полуострове функционируют ложа «Пусан», ложа «Гарри Трумэн» (под юрисдикцией Великой ложи Шотландии) и ложа «Макартур» (под юрисдикцией Великой ложи Филиппин). Ложа «Макартур» проводит свои работы на военной базе США в Сеуле.

## Ливан
В Ливане есть целый ряд различных непризнанных великих лож и великих востоков. Все эти непризнанные организации крайне малочислены, а информация о них скупа. Эти малочисленные великие ложи и великие востоки относятся к либеральному масонству. Есть также регулярные и признанные ОВЛА ложи, которые активны. Например, ложи действующие под юрисдикцией Дистрикта «Великой ложи Сирии и Ливана», Великой ложи Нью-Йорка. Также есть ложи действующие под юрисдикцией Великого дистрикта Ливана, который находится под юрисдикцией Великой ложи Шотландии, и одна ложа под юрисдикцией Великой ложи штата Вашингтон.

## Пакистан
Масонство в Пакистане возникло во времена Британской империи. Масонские организации действовали в этой стране, пока не были запрещены в 1972 году Зульфикаром Али Бхутто и в 1983 году Мухаммедом Зия-уль-Хаком. Масонский храм, построенный в 1860 году в Лахоре, сейчас используется администрацией Пенджаба.

## Таиланд
После нескольких неудачных попыток первая ложа была основана в Бангкоке 24 января 1911 года. Спустя сто лет в Таиланде проявились десятки лож в шести основных великих ложах.

## Турция
В Турцию масонство было принесено зарубежными купцами в XVIII веке (в 1721 году) и было объявлено под запретом Махмудом I в 1748 году. В 1909 году была создана Великая ложа вольных и принятых каменщиков Турции. С 1935 года по 1948 год масонство снова было запрещено. Сейчас в Турции представлена Великая ложа вольных и принятых каменщиков Турции, которая была окончательно воссоздана в 1948 году. Она объединяет 14 000 масонов в 205 ложах по всей Турции и имеет взаимное признание с ОВЛА. Либеральное масонство представлено Великой ложей либеральных масонов Турции, которая появилась в ходе раскола в 1966 году. Её численность — около 4000 человек.

## Филиппины
Великая ложа Филиппин была основана в 1912 году. Сейчас она объединяет 16 500 масонов в 360 ложах. Она имеет взаимное признание с ОВЛА.

## Шри-Ланка
На Цейлон масонство было принесено британцами в начале 1800-х годов. Сейчас на территории Шри-Ланки действуют 10 английских лож, 2 шотландских и 4 ирландских. Большая часть из них проводит свои работы в масонском храме в Коломбо. Кроме того, существуют масонские храмы в городах Канди, Нувара-Элия и Курунегала.

## Япония
Великая ложа Японии была основана в 1957 году и имеет признание ОВЛА. Она объединяет 1600 масонов в 50 ложах. Орден Le Droit Humain основал ложу «Soleil Levant» в Токио в 2008 году.